# Erwin Helmchen
Erwin Helmchen   (Cottbus, 10 de maig de 1907 - Kiel, 8 de juny de 1981) fou un futbolista alemany de les dècades de 1930 i 1940.
És considerat el major golejador de la història del futbol en partits oficials, segons un estudi fet per RSSSF amb almenys 989 gols marcats en 582 partits i màxim golejador en partits de lliga amb 720 gols.
Va ser jugador de FV Brandenburg Cottbus, PSV Chemnitz, SG Chemnitz Nord i VfB Lübeck. Fou cridat per jugar amb la selecció d'Alemanya, però no va arribar a debutar-hi.